# Dendrobium nobile
Dendrobium nobile är en orkidéart som beskrevs av John Lindley. Dendrobium nobile ingår i släktet Dendrobium, och familjen orkidéer. Inga underarter finns listade i Catalogue of Life.

## Bildgalleri

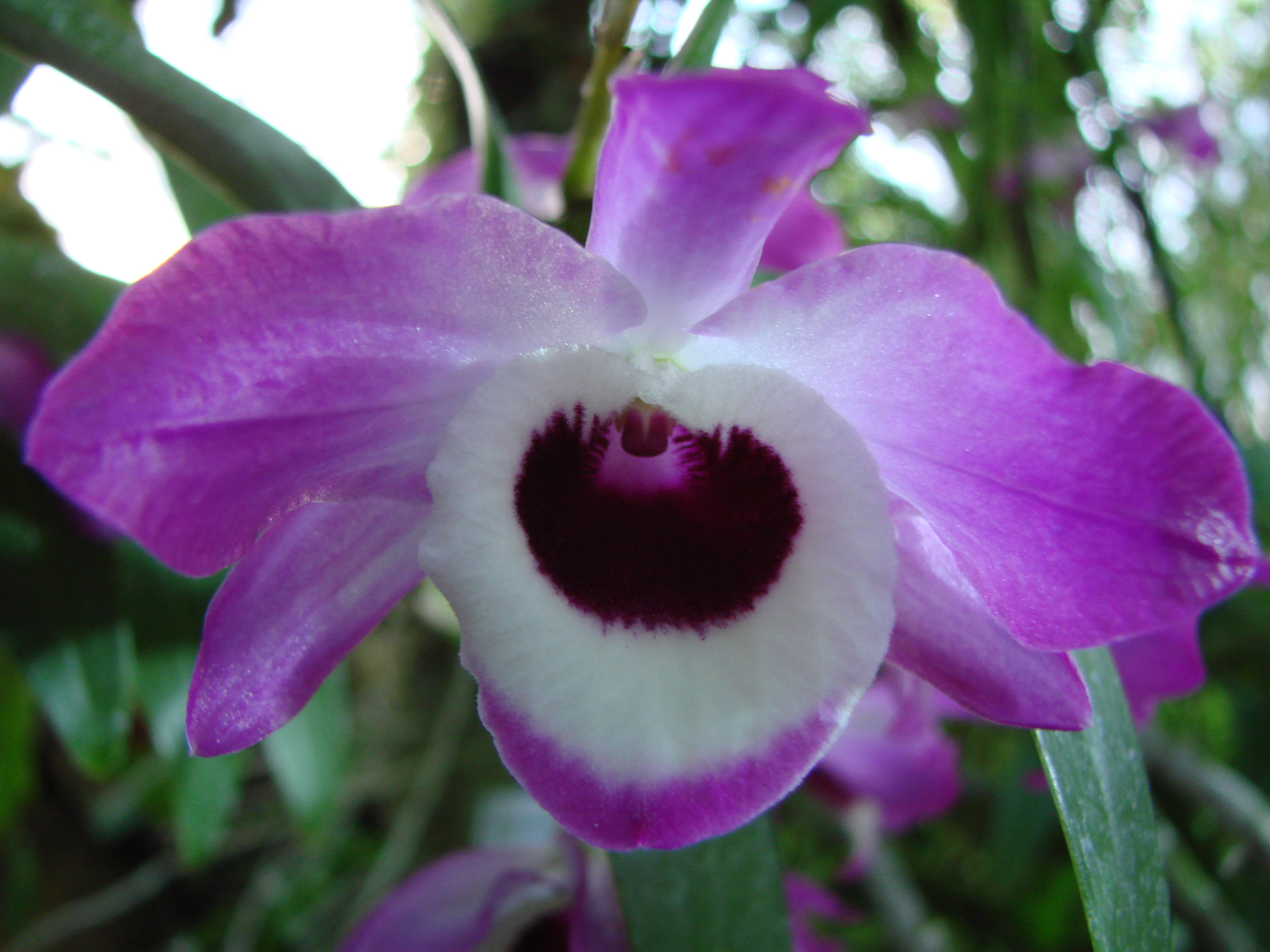
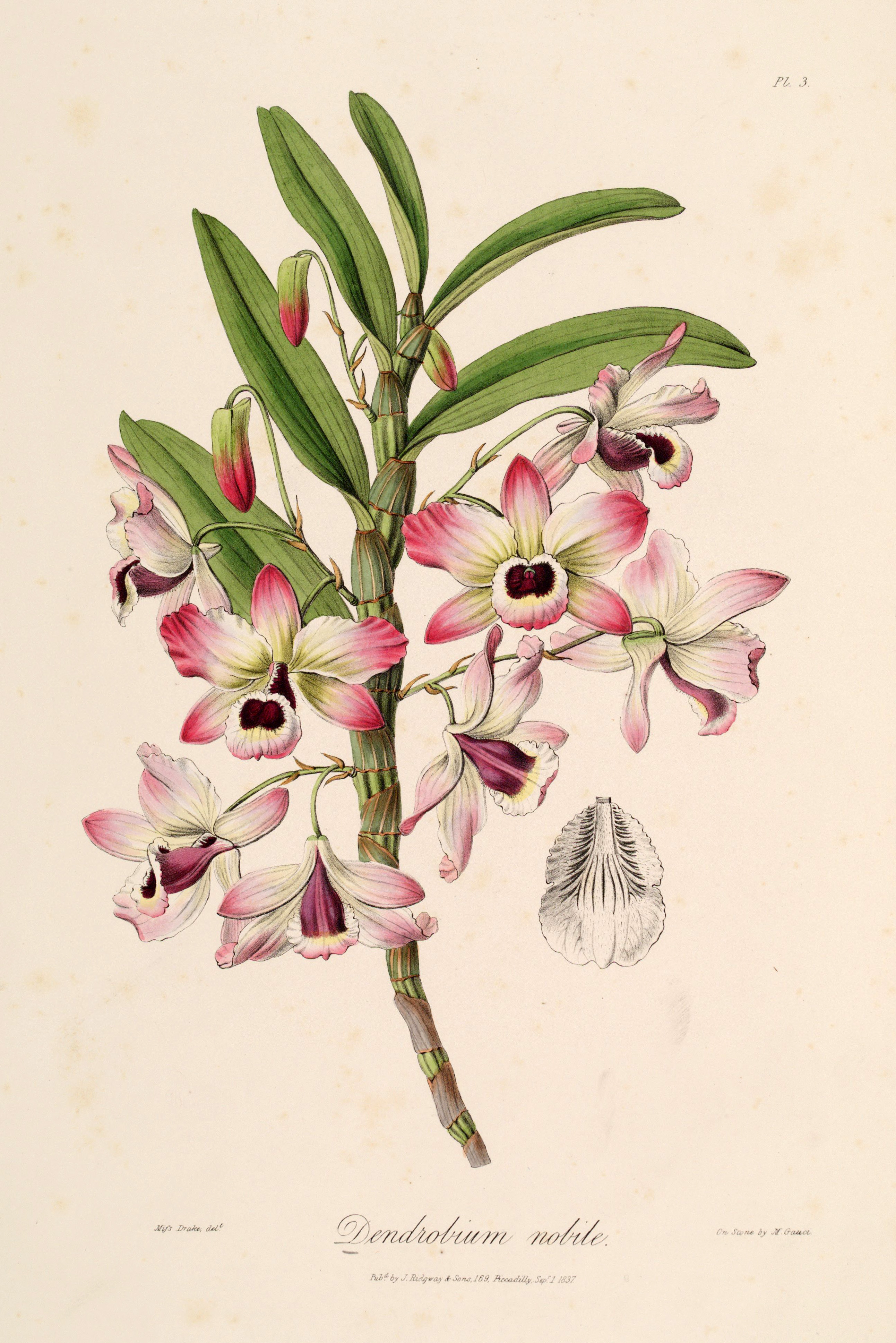
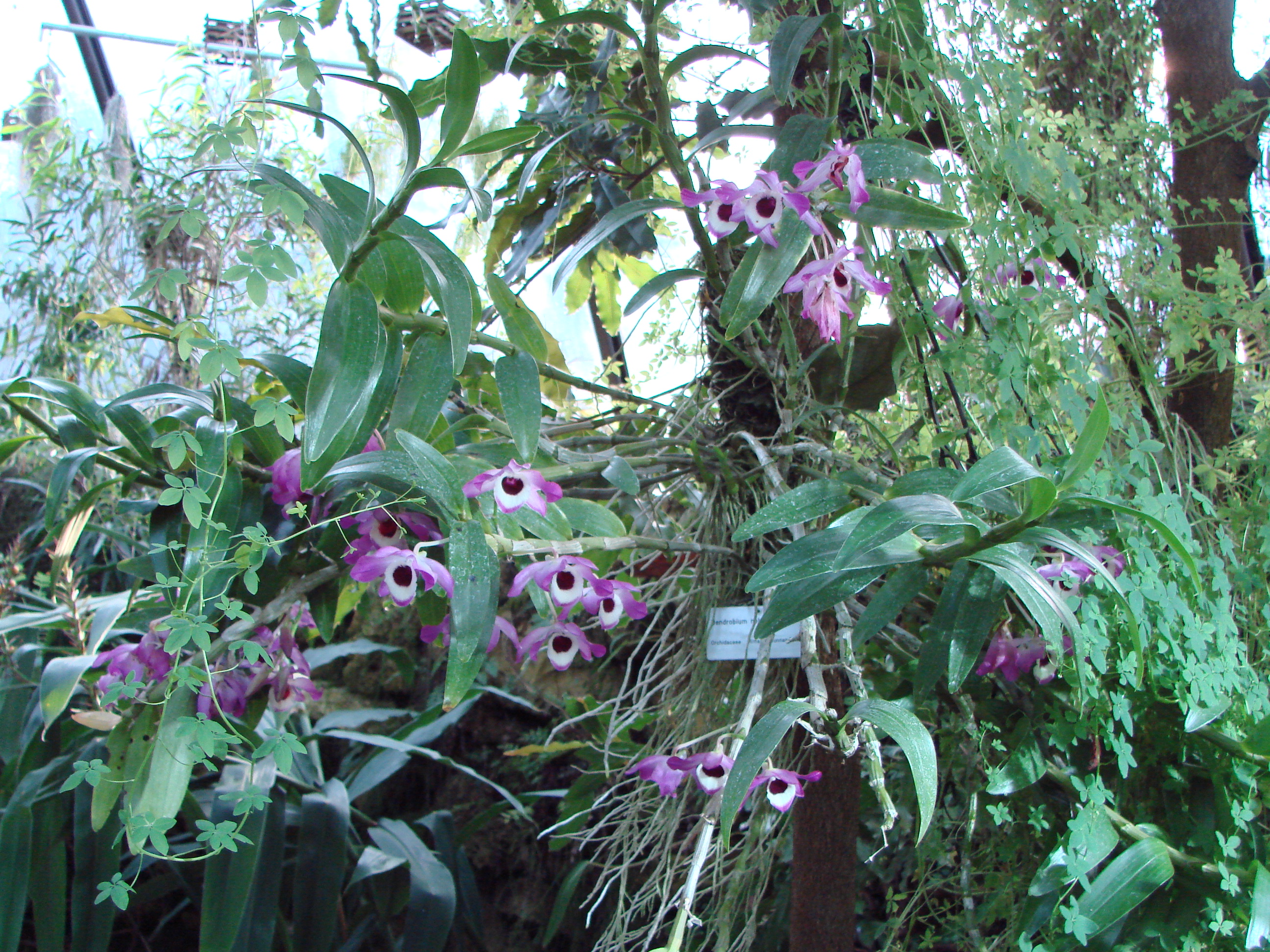
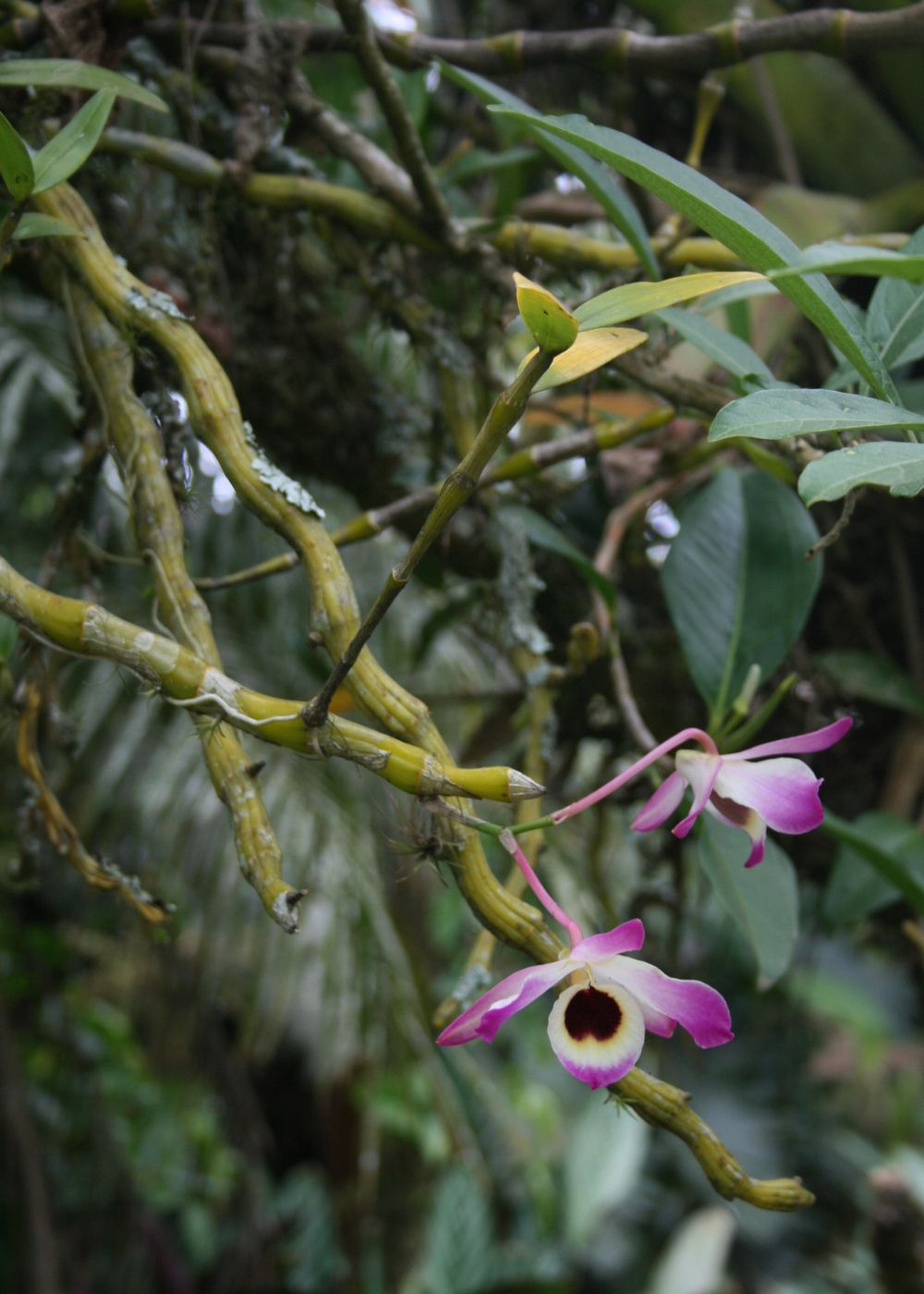
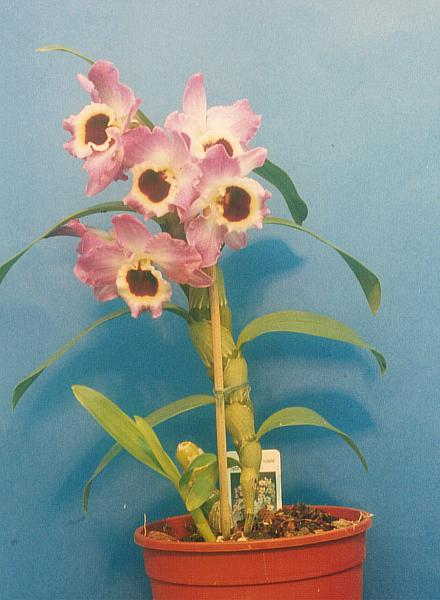
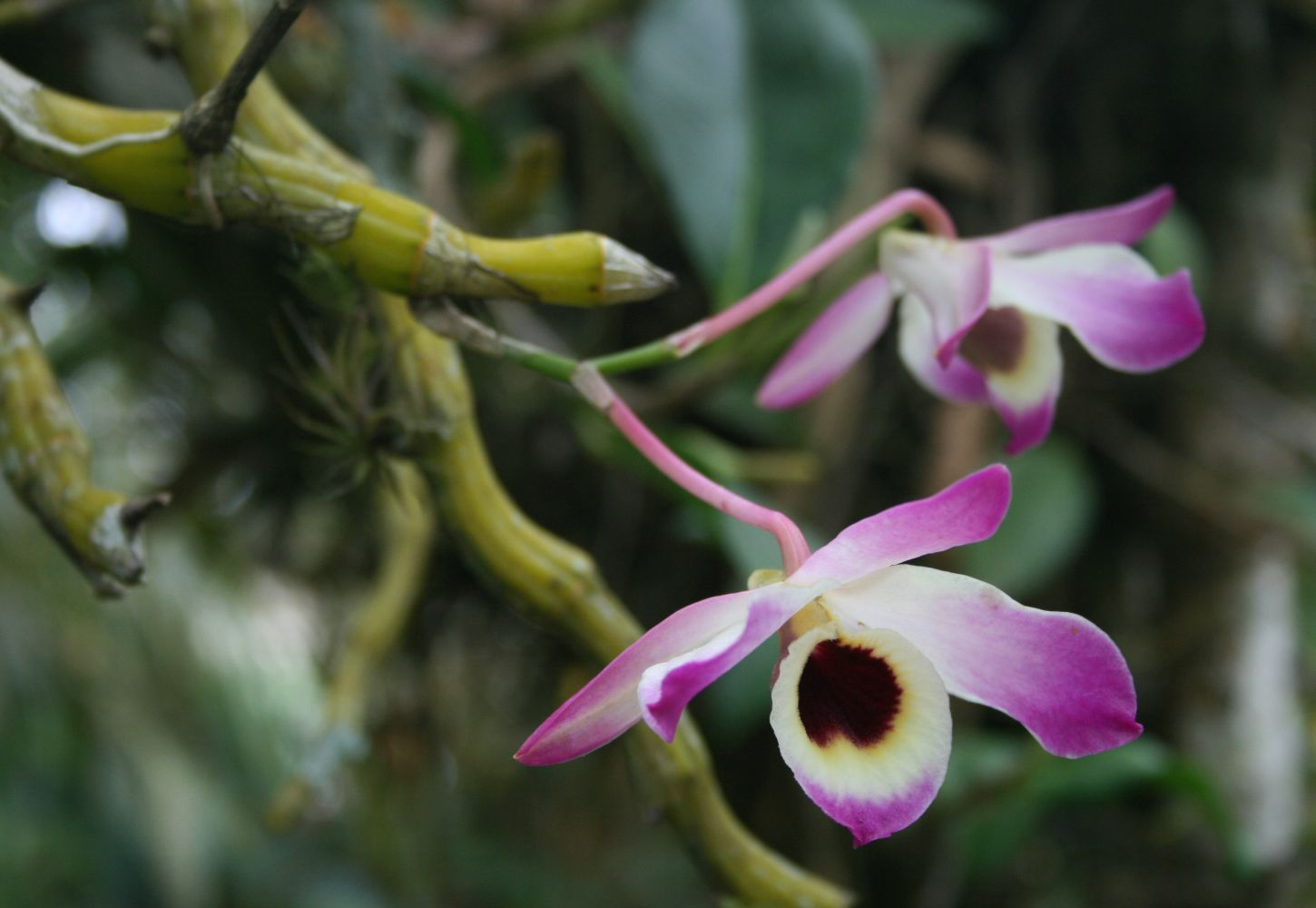